# Caiabu
Caiabu is een gemeente in de Braziliaanse deelstaat São Paulo. De gemeente telt 4.131 inwoners (schatting 2009).